# Robert Crowther
Robert Crowther (ur. 2 sierpnia 1987 w Cloncurry) – australijski lekkoatleta specjalizujący się w skoku w dal.

## Osiągnięcia
- złoty medal mistrzostw świata juniorów (Pekin 2006)
- złoto uniwersjady (Bangkok 2007)
- 6. miejsce podczas igrzysk Wspólnoty Narodów (Glasgow 2014)
- medalista mistrzostw Australii

## Rekordy życiowe
- skok w dal – 8,12 (2011) / 8,15w (2007)